# Ołeksij Hatin
Ołeksij Hatin (ukr. Олексій Гатін; ur. 28 maja 1974 w Ługańsku) – ukraiński siatkarz występujący obecnie we włoskiej Serie A, w drużynie M. Roma Volley. Gra na pozycji przyjmującego. Mierzy 200 cm. Wielokrotny reprezentant Ukrainy.

## Kariera
- 1991–1994 Szachtar Donieck
- 1994–1995 Edilcuoghi Ravenna
- 1995–1997 Jeans Hatu Bologna
- 1997–1999 Ulbra Porto Alegre
- 1999–2000 Lube Banca Macerata
- 2000–2001 Toyoda Nagoya
- 2001–2002 Sira Cucine Ancona
- 2002–2003 Sira Cucine Falconara
- 2003–2004 Olympiakos Pireus
- 2004–2005 Son Amar Palma
- 2005–2006 Prisma Taranto
- 2006-2007 M. Roma Volley
- 2007-2009 GC Lamia